# 廣瀬良弘
廣瀬 良弘（ひろせ りょうこう、1947年7月28日 - ）は、日本の歴史学者、曹洞宗僧侶（横浜市寿徳寺住職）兼埼玉県杉戸町　源長寺　埼玉県宗教法人番号　4216。駒澤大学名誉教授。日本禅宗史専攻。

## 略歴
埼玉県杉戸町生まれ。駒澤大学文学部卒業、1975年駒澤大学大学院人文科学研究科日本史学専攻博士課程満期退学。1986年『禅宗地方展開史の研究 中世・近世の曹洞宗を中心として』で駒澤大学文学博士。1987年、駒澤大学文学部歴史学科専任講師就任、1989年助教授、1995年教授。2013年から2017年まで駒澤大学学長を務めた。2018年名誉教授。

## 著書

### 博士論文
- 『禅宗地方展開史の研究』（吉川弘文館、1988年、文学博士、乙種、駒澤大学）

### 共編著
- 『禅とその歴史』石川力山共編 ぺりかん社 叢書禅と日本文化 1999
- 『曹洞宗禅語録全書 訓註 中世篇』全14巻 川口高風,田中良昭,永井政之共監修 佐藤秀孝,桐野好覚,伊藤良久編著 四季社 2004-10
- 『禅と地域社会』編 吉川弘文館 2009
- 『日本仏教編年大鑑 八宗総覧』大久保良峻,山口耕栄,宇高良哲,千葉乗隆,竹貫元勝,渡辺宝陽共監修 四季社 2009

### 論文
- CiNii>廣瀬良弘
- INBUDS>廣瀬良弘

## 注
1. ↑  『読売年鑑 2016年版』（読売新聞東京本社、2016年）p.272
2. ↑  『現代日本人名録』
3. ↑  【佛教タイムス】「2013/1/1 駒澤大学次期学長に廣瀬良弘氏」